# Награда Наџи Наман
Књижевна награда Наџи Наман (енгл. Naji Naaman Literary Prize) је међународна књижевна награда коју, почев од 2002. године, сваког лета додељује истоимена Фондација за културу у граду Џунију, десетак километара северно од Бејрута. To је највећа међународна награда која се у Либану додељује ауторима из читавог света који пишу на свим светским језицима. Награда се додељује писцима најостваренијих књижевних дела у садржају и стилу, с циљем оживљавања и развоја људских вредности. Награђени радови објављују се сваке године у Годишњој књизи награда, коју објављује Фондација за културу „Наџи Наман”, а лауреати добијају Повеље као и статус почасних чланова Куће културе „Наџи Наман” (Maison Naaman pour la Culture).

## Лауреати
Само у периоду 2003–2009. година Фондација за културу „Наман”, доделила је 350 награда писцима из свих делова света.
Досадашњи лауреати Књижевне награде „Наџи Наман” из Србије су: Милијан Деспотовић, Обрен Ристић, Весна Денчић, Слободан Симић, Александар Чотрић, Александар Ћуковић, Алекса Ђукановић, Радован Влаховић, Давид Кецман Дако, Александар Баљак, Мирослав Тодоровић, Ана Стјеља и други.